# Stegomyia amalthea
Stegomyia amalthea is een muggensoort uit de familie van de steekmuggen (Culicidae). De wetenschappelijke naam van de soort is voor het eerst geldig gepubliceerd in 1944 door de Meillon & Lavoipierre.